# Cachoeira do Aruã
Cachoeira do Aruã é uma comunidade ribeirinha localizada na região do Rio Arapiuns, distante a 100 km, do município de Santarém, Oeste do Pará.
A comunidade tem um Posto de Saúde, uma Escola Municipal de Ensino Fundamental Nossa Senhora de Nazaré, uma igreja Católica e outra Evangélica e também dois times de futebol o Santa Cruz e o Internacional. A comunidade conta com uma Micro Central Hidrelétrica (MCH) que abastece 170 famílias da região, a  viagem para a Cachoeira do Aruã poder ser feita com duração de 5 horas de lancha e 9 horas de barco.
A Cachoeira do Aruã tem duas quedas d´águas cristalinas atraindo turista de vários países e estados do Brasil. A comunidade vive da extração de madeira e agricultura familiar, através da fabricação de farinha e produtos artesanais.
O potencial turístico é explorado pela pousada Aconchego do Aruã, que contem, cinco chalés, restaurantes servindo pratos típicos da região e uma piscina natural para atender os turistas.